# Pâquerette
Pour les articles homonymes, voir Pâquerette (homonymie).
Bellis perennis
Espèce
Classification phylogénétique
La Pâquerette (Bellis perennis) est une espèce de plante à fleurs de la famille des Astéracées.

## Phytonymie

### Étymologie
Plusieurs théories se proposent d'expliquer l'origine du nom scientifique de la plante. La plus fréquente et plus probable le fait dériver du latin bellus (« joli, élégant »), qui évoque sa beauté. Une étymologie populaire l'associe au latin bellum (« guerre »), faisant référence au fait qu’elle pousse fréquemment sur les champs de bataille ou à sa capacité à traiter les ecchymoses et les blessures profondes (usage indiqué en vertu de la théorie des signatures). Selon un mythe romain rappelé par Ovide, Bellis provient d'une Dryade nommée Belides poursuivie par Vertumne et qui se métamorphose en pâquerette pour échapper aux assiduités de ce dieu. Le nom est également associé à Belenos, dieu de la mythologie celtique.
L'épithète latin perennis signifie pérenne, de per annos, à « travers les années », sous-entendu : vivant plusieurs années, mais indiquant aussi son aspect rustique.
Son nom vernaculaire de pâquerette viendrait du fait que la plante fleurit essentiellement à la période de Pâques. Mais François Noël donne dans son Dictionnaire étymologique, critique, historique, et anecdotique de la langue française une autre origine, reprise par Émile Littré qui réfute la précédente ainsi : « Mais ce ne peut être la cause du nom de la plante, puisqu’elle fleurit à peu près toute l’année ». Son nom viendrait de l'ancien français « pasquier » désignant les pâturages, référence aux lieux où elle pousse,.

### Appellations
La pâquerette porte plusieurs noms vernaculaires : petite marguerite, pâquerette des prés, fleur de Pâques, petite consyre, fleur de tous les mois, Tro-heol (littéralement tournesol) en Bretagne. Son nom anglais de daisy provient du vieil anglais dæges eage (day’s eye, littéralement « œil du jour »), allusion à la fleur qui s'ouvre le matin et se ferme complètement le soir.

## Description

### Appareil végétatif
La pâquerette est une plante herbacée vivace, haute de 4 à 20 centimètres. L'appareil souterrain est formé par une souche rampante ou un rhizome, de couleur brune, garni d'innombrables racines adventives fibreuses de couleur blanche. Des cicatrices sur ce rhizome indiquent l'emplacement des hampes florales et des rosettes de feuilles qui ont disparu.
La tige scapiforme, simple et nue, est pubescente et sans latex. Les feuilles velues, un peu épaisses, sont toutes radicales en rosette et mesurent entre 6 et 40 mm de longueur et 4 à 20 millimètres de largeur. Elles sont à la fin glabrescentes, à pétiole ailé court et plein, à limbe obovale-spatulé, apparemment uninervé, superficiellement crénelé (ayant 4 à 7 dents par côté, elles sont moins crénelées que celles de la marguerite). Plante à phyllotaxie dextre, l'angle de divergence est de 3/8 de circonférence.

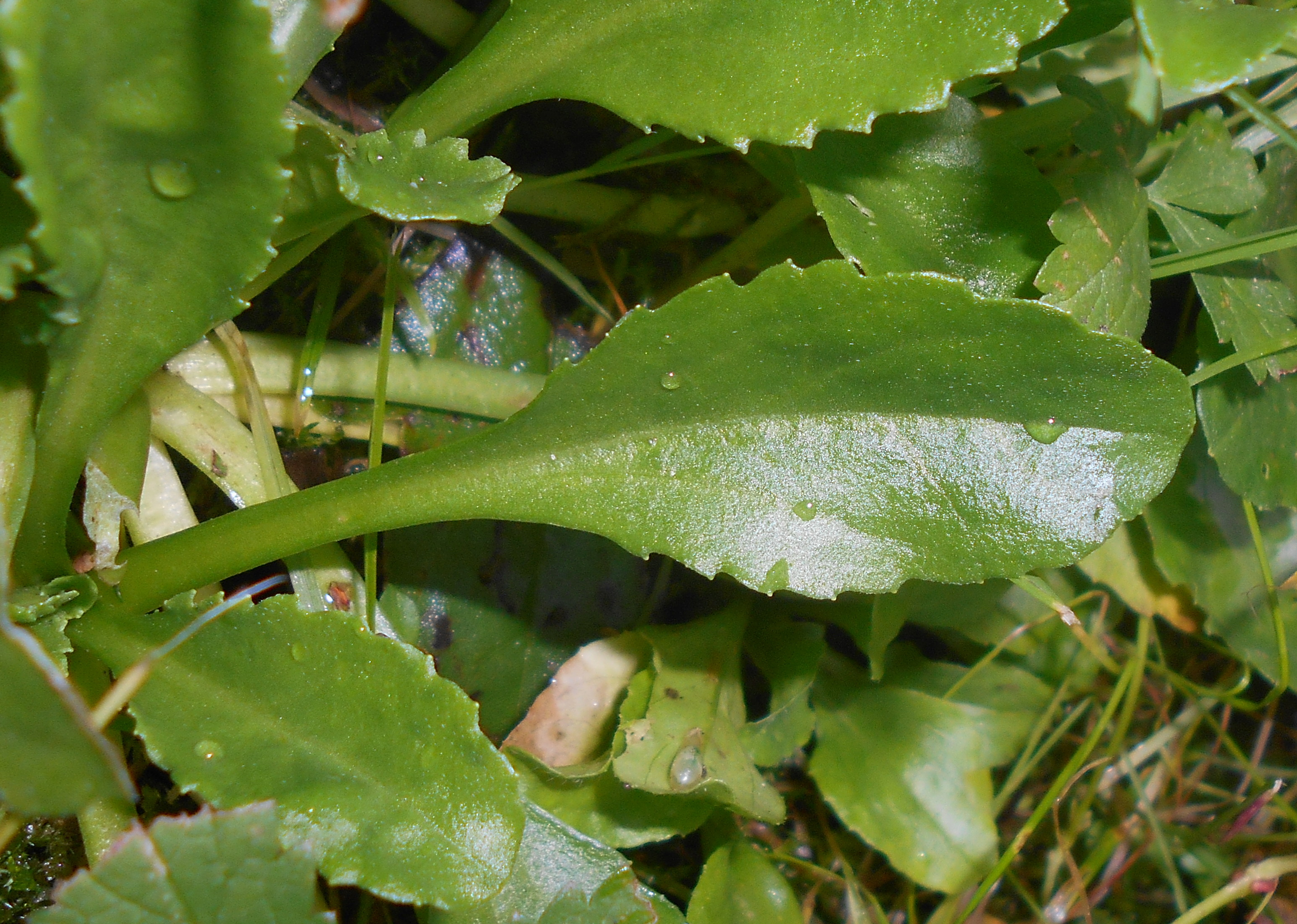
Rosette.
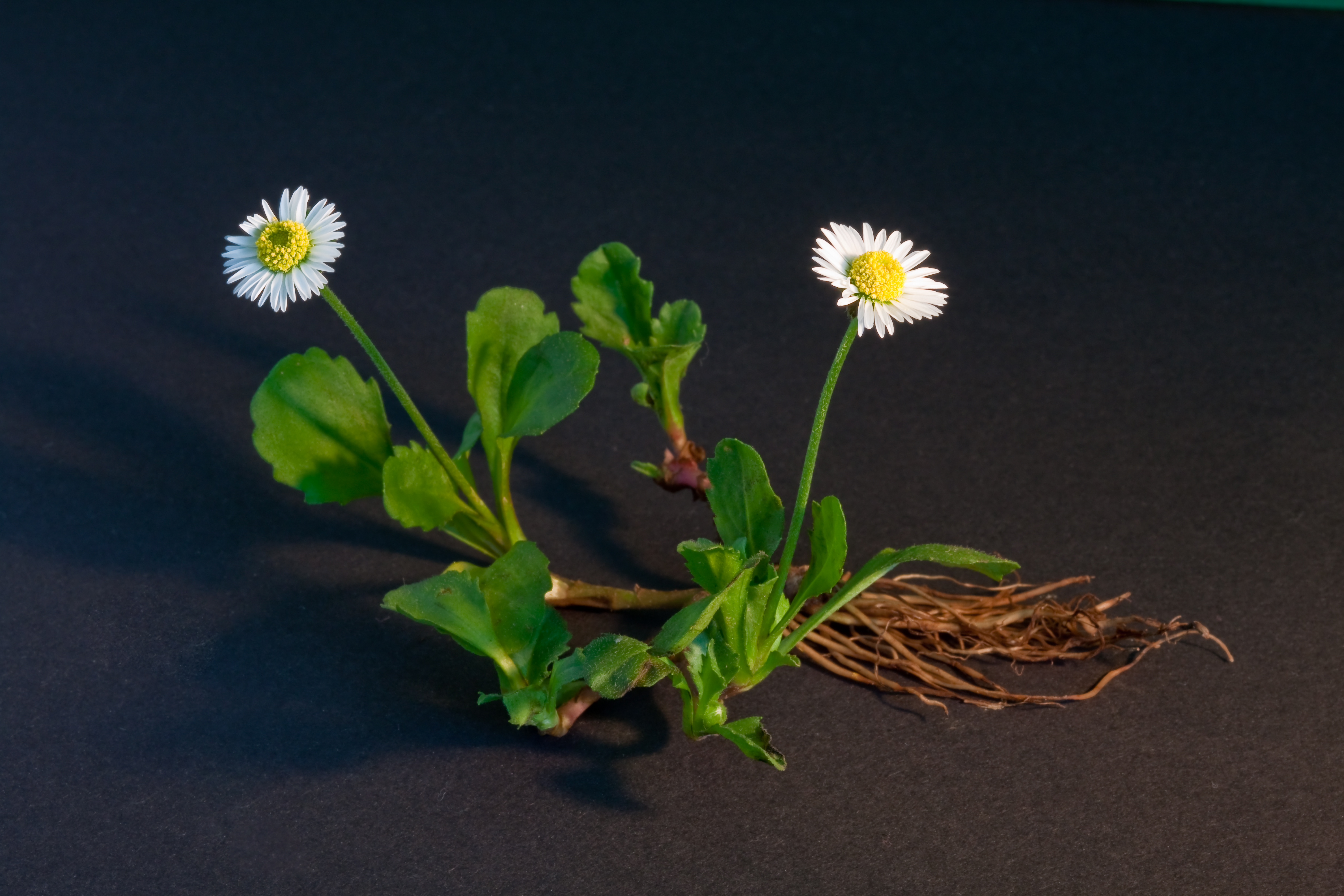
Plante complète avec notamment l'appareil végétatif souterrain.

### Appareil reproducteur
La floraison a lieu toute l'année. Les hampes florales mesurent généralement de 3 à 12 cm et ont une section ronde, portant des fleurs qui naissent sur une inflorescence solitaire appelée capitule large de 15 à 25 mm. L'involucre est pubescent, à bractées lancéolées inégales sur 2 rangs. Le réceptacle floral est conique et glabre (généralement sans paillettes) lorsqu'il porte le fruit. Les fleurs du pourtour, qui ont l'aspect de pétales, sont appelées fleurs ligulées, parce qu'elles ont la forme d'une languette (elles sont oblongues-linéaires, une fois plus longues que l'involucre, sur un rang), ou demi-fleurons. Ce sont des fleurs femelles ou stériles à la périphérie ; leur couleur varie du blanc au rose purpurin plus ou moins prononcé. Celles du centre, jaunes, appelées fleurs tubuleuses, parce que leur corolle forme un tube (formé de 5 pétales soudés), ou fleurons, sont hermaphrodites ou mâles ; elles ont un calice nul, 5 étamines insérées sur la corolle, à filets libres entre eux, mais à anthères introrses soudées en un tube au travers duquel passe le style qui se divise en 2 branches stigmatiques aplaties. Ainsi, ce qu'on considère ordinairement comme une fleur de pâquerette n'est pas, du point de vue botanique, une fleur unique mais un capitule portant de très nombreuses fleurs.
Les fleurs sont bien adaptées à la pollinisation entomophile mais le succès reproducteur peut être augmenté par une stratégie geitonogame (en) qui tend à rendre possible la fécondation par une autre fleur du capitule.
L'ovaire est uniloculaire à 2 carpelles à placentation pariétale, comportant un ovule anatrope dressé. L'infrutescence est constituée de petits « akènes », obovales, fortement marginés, sans pappus (aigrette de soies remplacées par des écailles), ceux du centre sans poils, ceux du pourtour finement velus. Les graines lisses peu visibles sont sans albumen.
Les pétales de la corolle comportent des sillons longitudinaux constitués de cellules qui présentent un réseau de stries transversales nanométriques donnant une iridescence : ces stries agissent comme un réseau de diffraction qui décompose la lumière blanche (comme le spectre lumineux formé par un prisme ou les irisations à la surface d'un CD) et reflète toutes les couleurs visibles, notamment le bleu. La pâquerette, comme de nombreuses plantes, n'a pas la capacité génétique et biochimique de produire des pigments dans le spectre bleu à ultraviolet. Elle crée ainsi cette iridescence afin d'attirer les pollinisateurs grâce à un guide à nectar.
La fleur se ferme la nuit. Ce phénomène de nyctinastie a un impact positif sur sa croissance et un rôle de protection des organes reproducteurs (contre le froid et l'humidité) et il peut, par le processus d'exaptation, jouer aussi un rôle de défense contre les herbivores la nuit, sachant que les principaux consommateurs de certaines fleurs, les limaces et les chevreuils, sont surtout actifs de nuit.

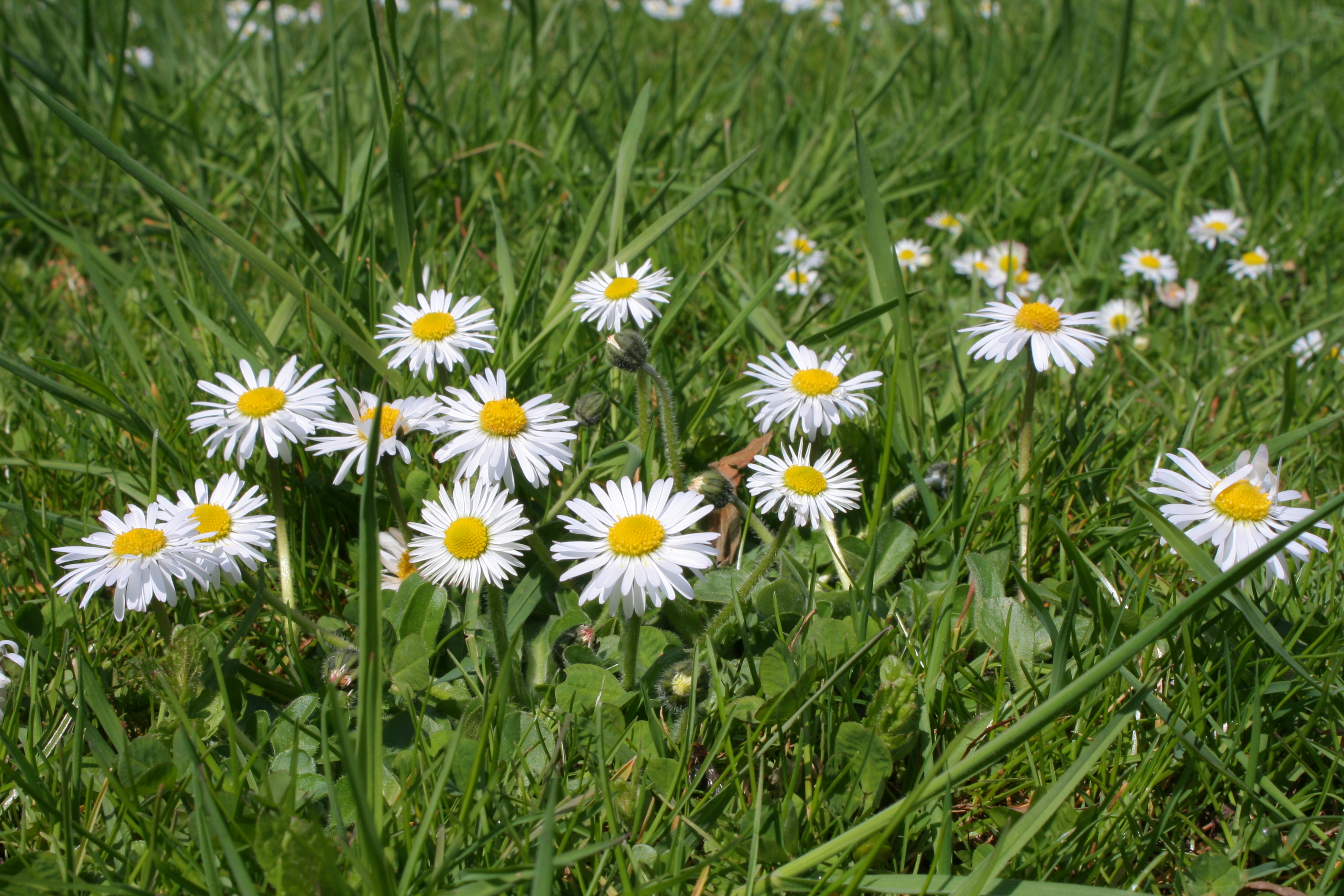
Habitus.
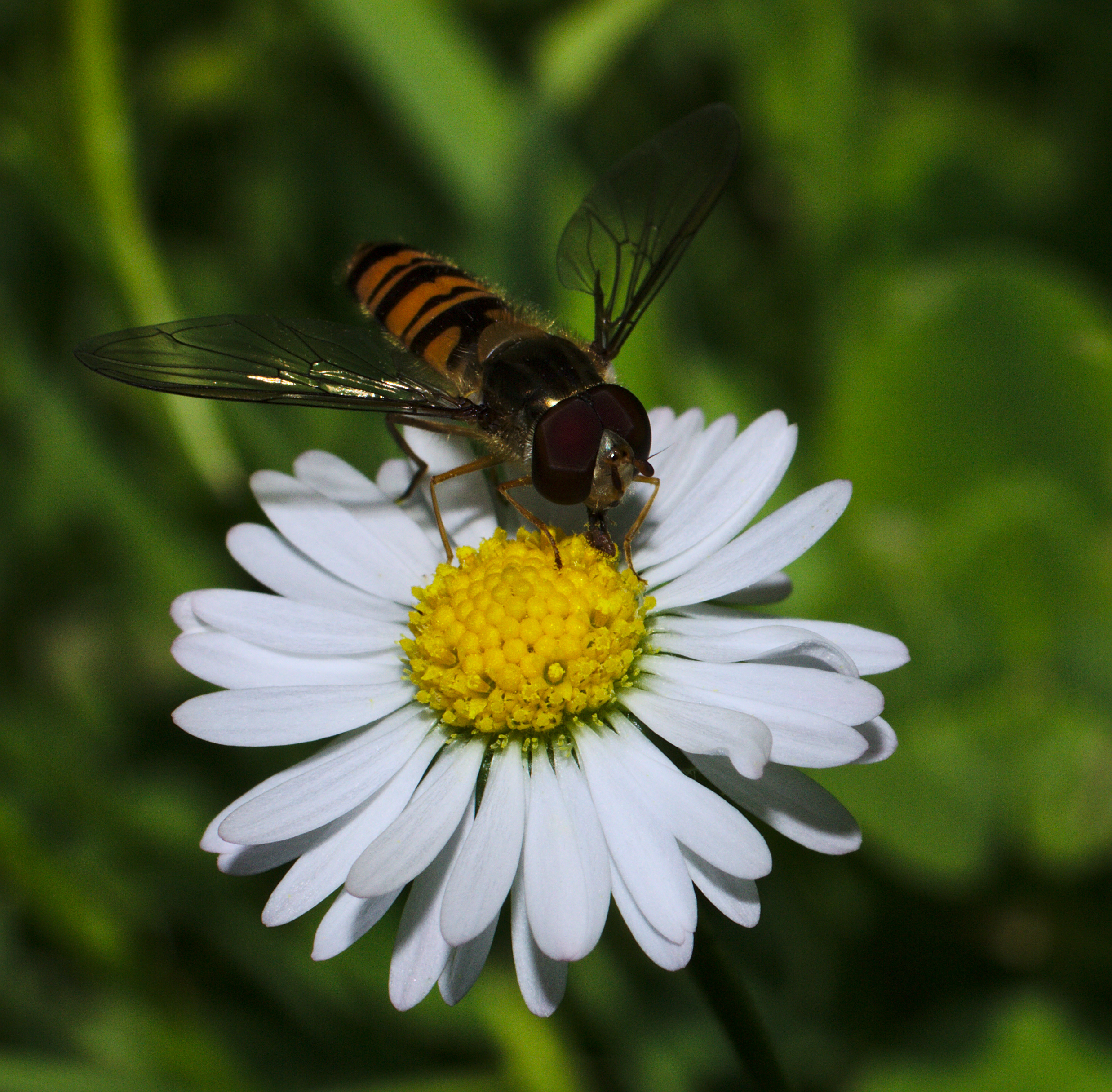
Syrphe ceinturé en plein butinage d'une « fleur ».
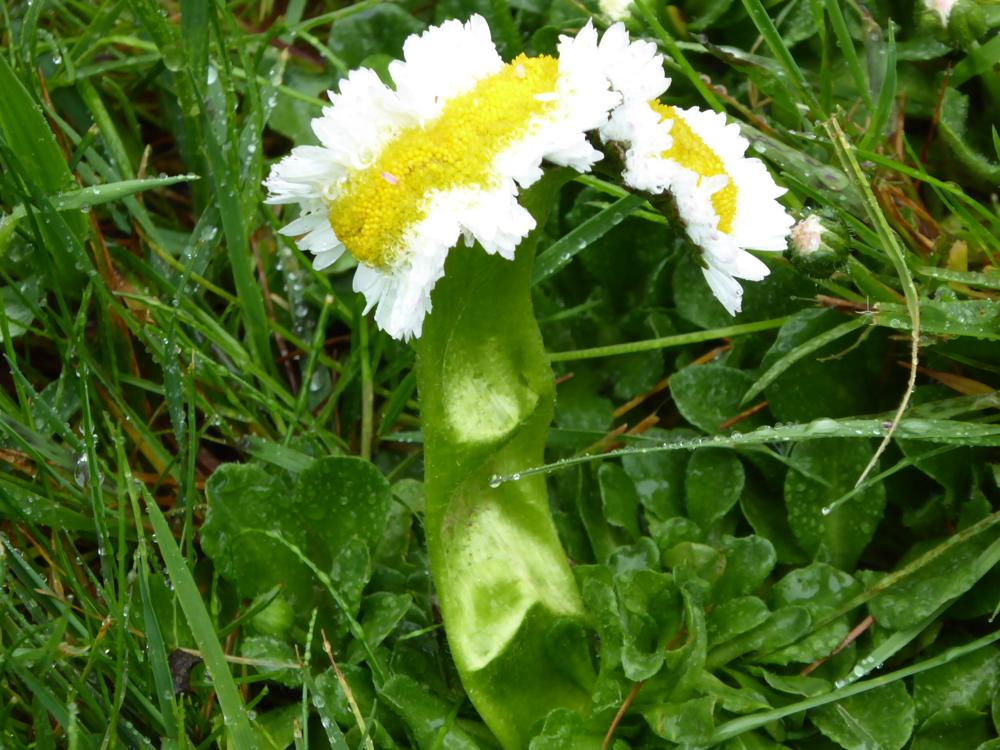
Pâquerette fasciée.
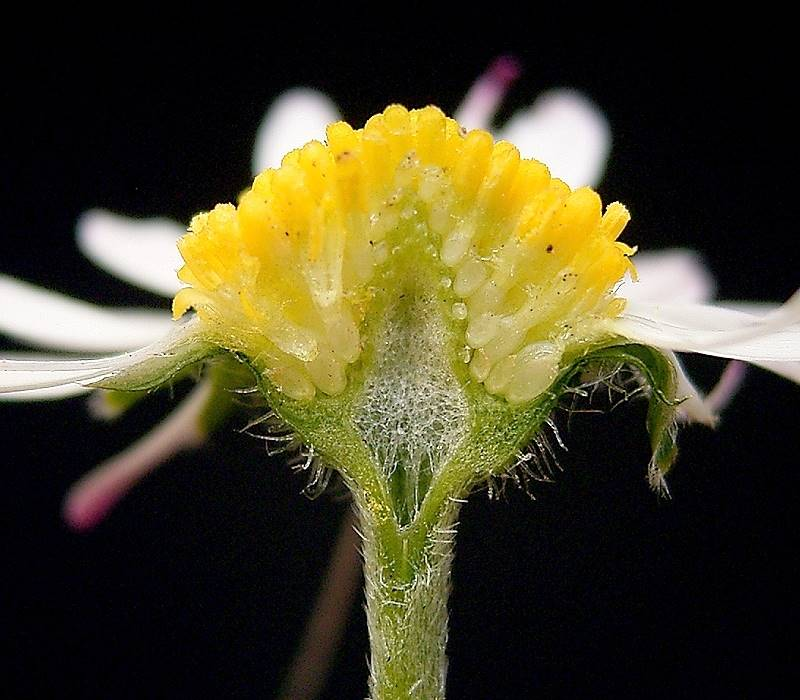
Section du réceptacle.
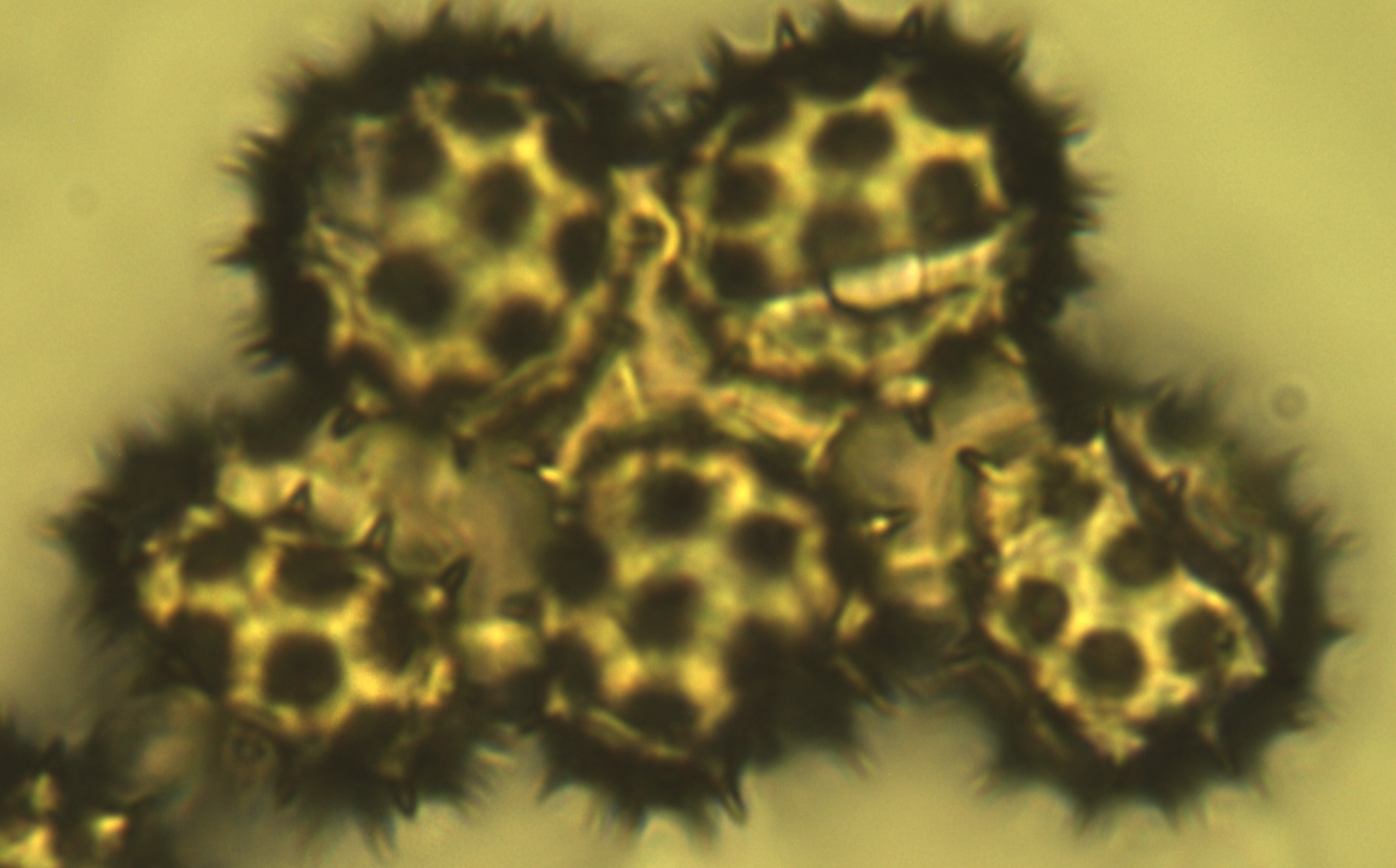
Grains de pollen (400x).

## Habitat et distribution
La pâquerette est une plante très rustique formant des touffes denses. Espèce commune, héliophile, acidicline à calcicline, elle fleurit toute l’année, mais surtout de mars à novembre. Hémicryptophyte, on la trouve sur des sols un peu humides et compacts toute l'année. Elle est toujours dans des végétations très rases, riches, souvent piétinées (le plus souvent dans des prairies nitrophiles pâturées grâce à sa tolérance aux herbivores par une rosette plaquée au sol et une capacité de régénération rapide de sa tige florifère, puis s'étant adaptée aux bords de chemins, dans les pelouses urbaines ou les gazons tondus). En France, elle est rattachée aux alliances phytosociologiques suivantes : Agrostietea stoloniferae (espèce pionnière dans les sites perturbés), Lolio perennis-Plantaginion majoris (communautés pâturées collinéennes), Arrhenatherion elatioris (prairies essentiellement fauchées), Cynosurion cristati (prairies essentiellement pâturées).
Selon Gérard Ducerf, cette plante serait bio-indicatrice des sols en cours de décalcification, de lessivage ou d'érosion, et dont la perte des ions Fe et Ca entraînant une déficience de la cohésion du complexe argilo-humique (CAH) et de son pouvoir de fixation des argiles et de la matière organique.
Cette espèce eurasienne, présente jusqu'à 2 500 m d'altitude est très commune en Europe.

## Biologie

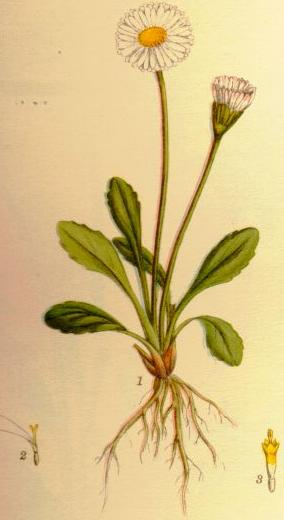
Bellis perennis.

Leurs fruits s'envolent grâce au vent (anémochorie) et dégagent des odeurs qui attirent les insectes.
Elles ont la particularité, comme certaines autres fleurs de plantes herbacées, de se fermer la nuit et de s'ouvrir le matin pour s'épanouir au soleil ; elles peuvent aussi se fermer pendant les averses, voire un peu avant, ce qui permettrait dans les campagnes de prédire la pluie légèrement à l'avance.

## Usages

### Alimentaire
Les feuilles sont comestibles crues. Elles ont un goût léger, de noisette, un peu poivré mais elles développent un arrière-goût un peu âcre, d'où la recommandation de les mélanger à d'autres plantes dans des salades composées. Elles peuvent également se préparer lactofermentées comme le chou ou être finement hachées et mélangées dans de la crème fraîche pour former une sauce qui accompagne le riz, le poisson. En Sicile et en Toscane, elles servent à faire de la soupe lorsque d'autres plantes plus appréciées ne sont pas en saison. Ailleurs en Italie, elles servent à confectionner des farces pour la focaccia (version italienne de la fougasse) ou des sauces pour la viande. Les boutons floraux peuvent être utilisés crus dans des sandwichs, des soupes ou des ragoûts, se conserver au vinaigre et être utilisés comme les câpres, ou bien être revenus dans un peu d’huile et de vinaigre à la poêle. Les « fleurs » à demi-ouvertes, sont également comestibles (goût léger de noisette). Une fois ouvertes, elles deviennent légèrement amères, si bien qu'elles sont alors consommées en salade. Comme celles de la marguerite qui sont plus aromatiques, on peut les faire macérer, avec des feuilles, dans du vin blanc pour l'aromatiser et l'utiliser pour ses propriétés médicinales.

### Médicinal

Structure chimique de la bayogénine.

En phytothérapie, la pâquerette (utilisation des fleurs et des feuilles) est cueillie à l'échelle industrielle pour l'obtention d'une teinture mère homéopathique de la plante fraîche.
Les fleurs (Flores Bellidis) contiennent principalement des saponines (dont la bayogénine), des tanins (substances amères et astringentes), des flavonoïdes (anthoxanthine (en), apigétrine), des huiles essentielles riches en polyactylènes, et des mucilages.
Les fleurs pâquerette sont couramment utilisées en Autriche comme un thé-médicament pour ses vertus gastro-intestinales et respiratoires. En infusion, une cuillère à café de plante sèche par tasse d'eau bouillante, laisser infuser 10 minutes, 3 tasses par jour.
Elles sont réputées, comme hépato-stimulant en remède contre la toux, les maladies de peau douloureuses (eczéma, psoriasis...), les maux de tête, l'hypertension, les étourdissements et l'insomnie, ainsi qu'en l'absence de menstruations — ensemble de symptômes pouvant être attribués à un syndrome de blocage de l'élément Bois en Médecine Traditionnelle Chinoise.
À l'image de son rôle écologique, elle permettrait également de réguler les déséquilibres du calcium dans le corps : nodules calciques, arthrose, décalcification, artériosclérose, etc.
Elle est enfin astringente et hémostatique. Son jus était utilisé massivement par les légions romaines pour soigner les blessures.
Des recherches sur Bellis perennis ont démontré des effets antimicrobiens et hypolipidémiant. Son action sur la toux serait principalement attribuable à la teneur en saponines. L'efficacité dans cette demande n'a pas été documentée.

## Risques de confusion
Il y a un risque de confusion avec la pâquerette des bois (plante à floraison automnale, elle a un port plus robuste, des feuilles au limbe progressivement atténué à trois nervures bien visibles) ou la pâquerette annuelle (en) (plante hispide aux feuilles d'aspect un peu crassulescent) qui poussent toutes deux en région méditerranéenne, l'Aster fausse-pâquerette (plante des bois montagneux, également pubescente) et la pâquerette des murailles (tige feuillée très ramifiée). Une confusion ne serait pas grave car aucune de ces plantes n'est toxique.

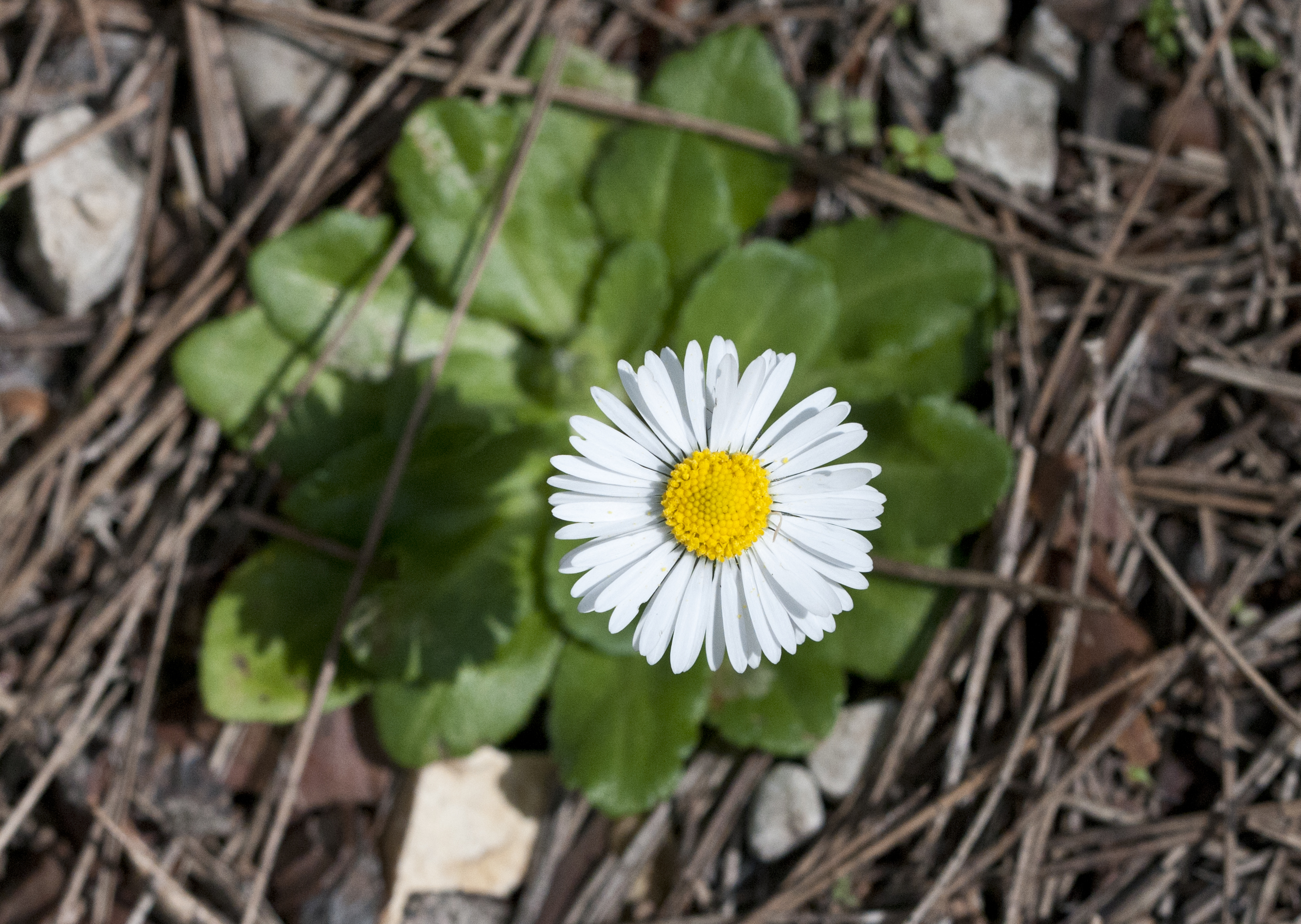
La pâquerette des bois au port robuste et aux feuilles plurinervées.
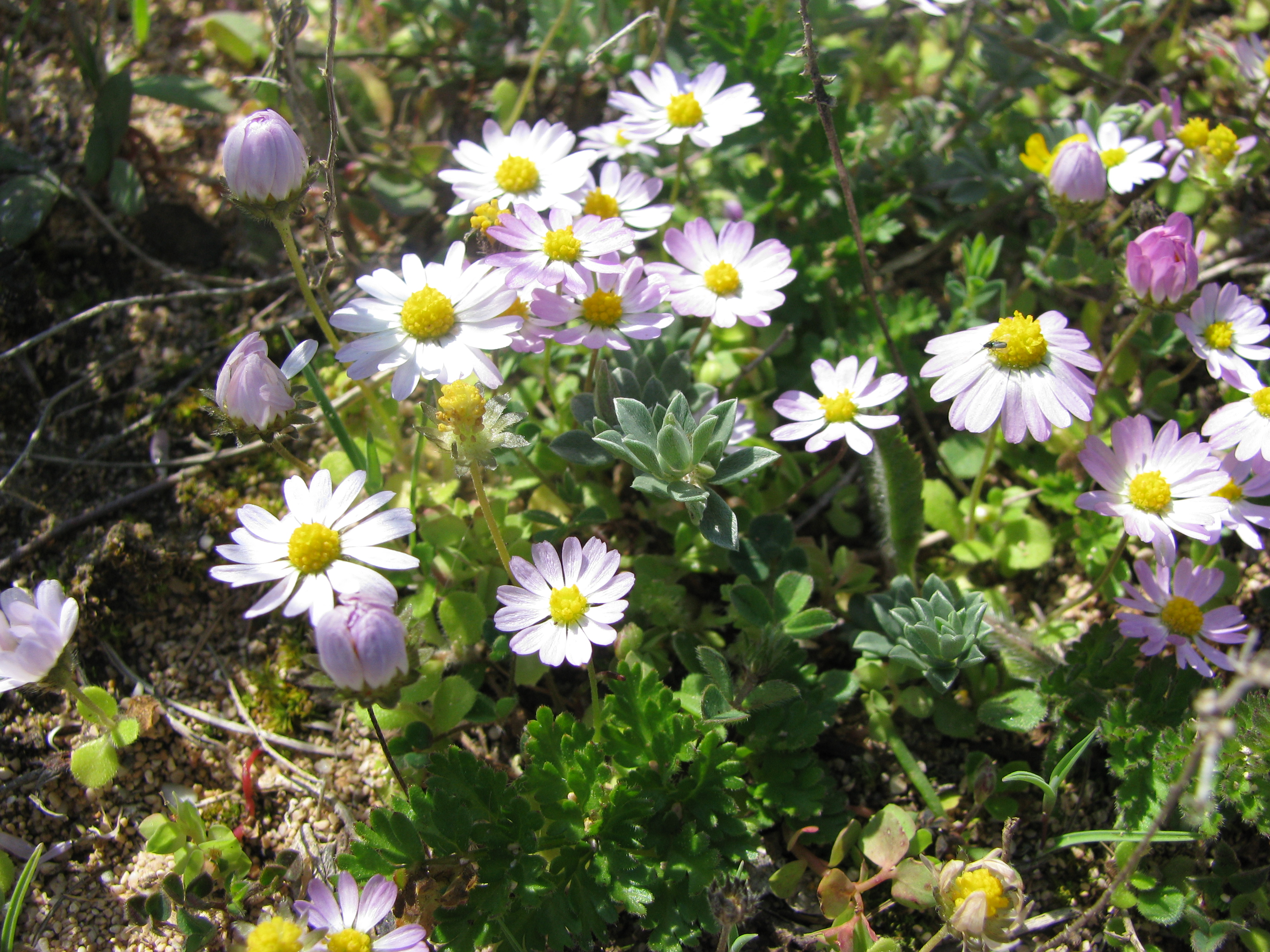
La pâquerette annuelle hispide.
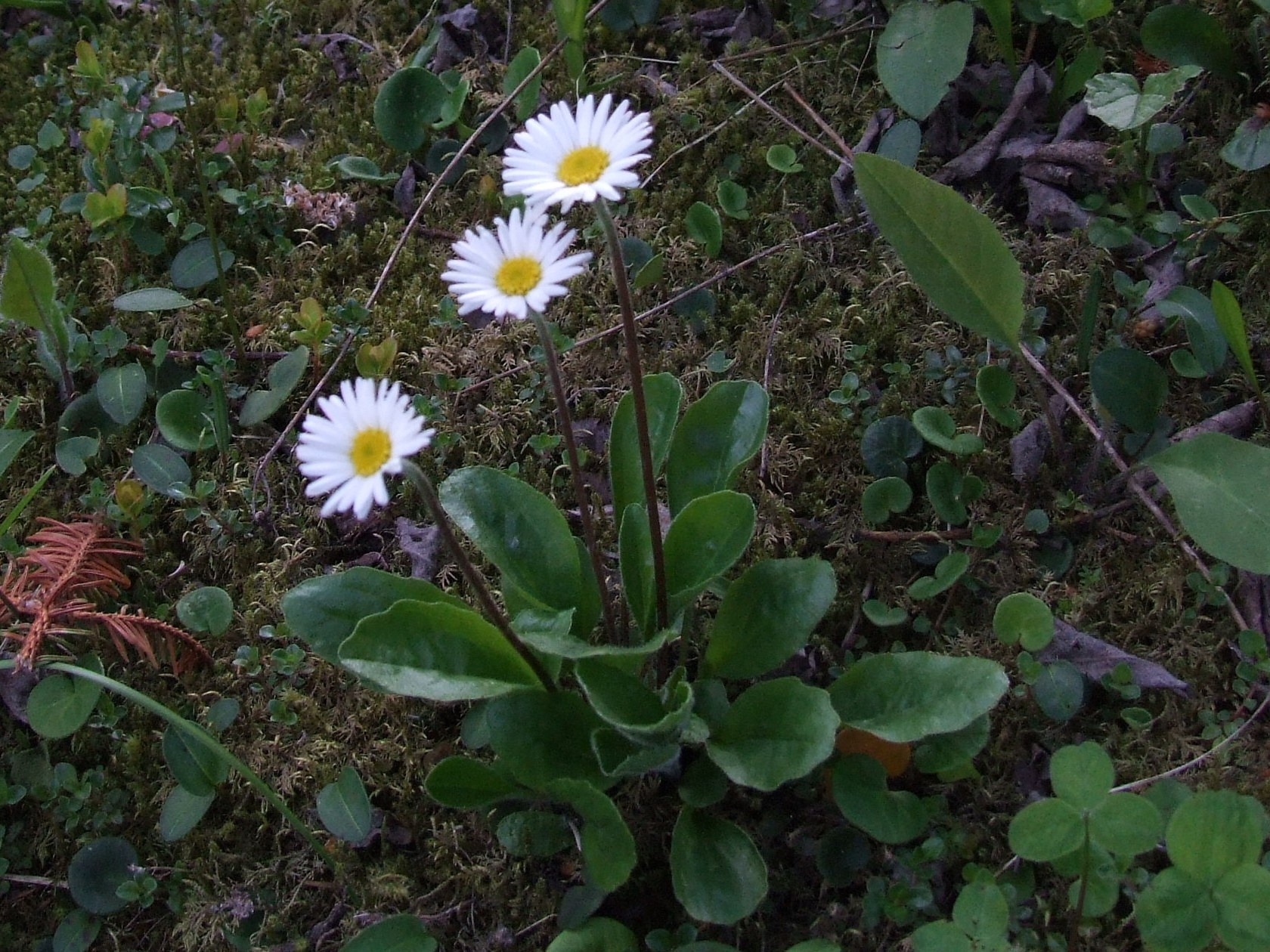
L'Aster fausse-pâquerette, également pubescente.
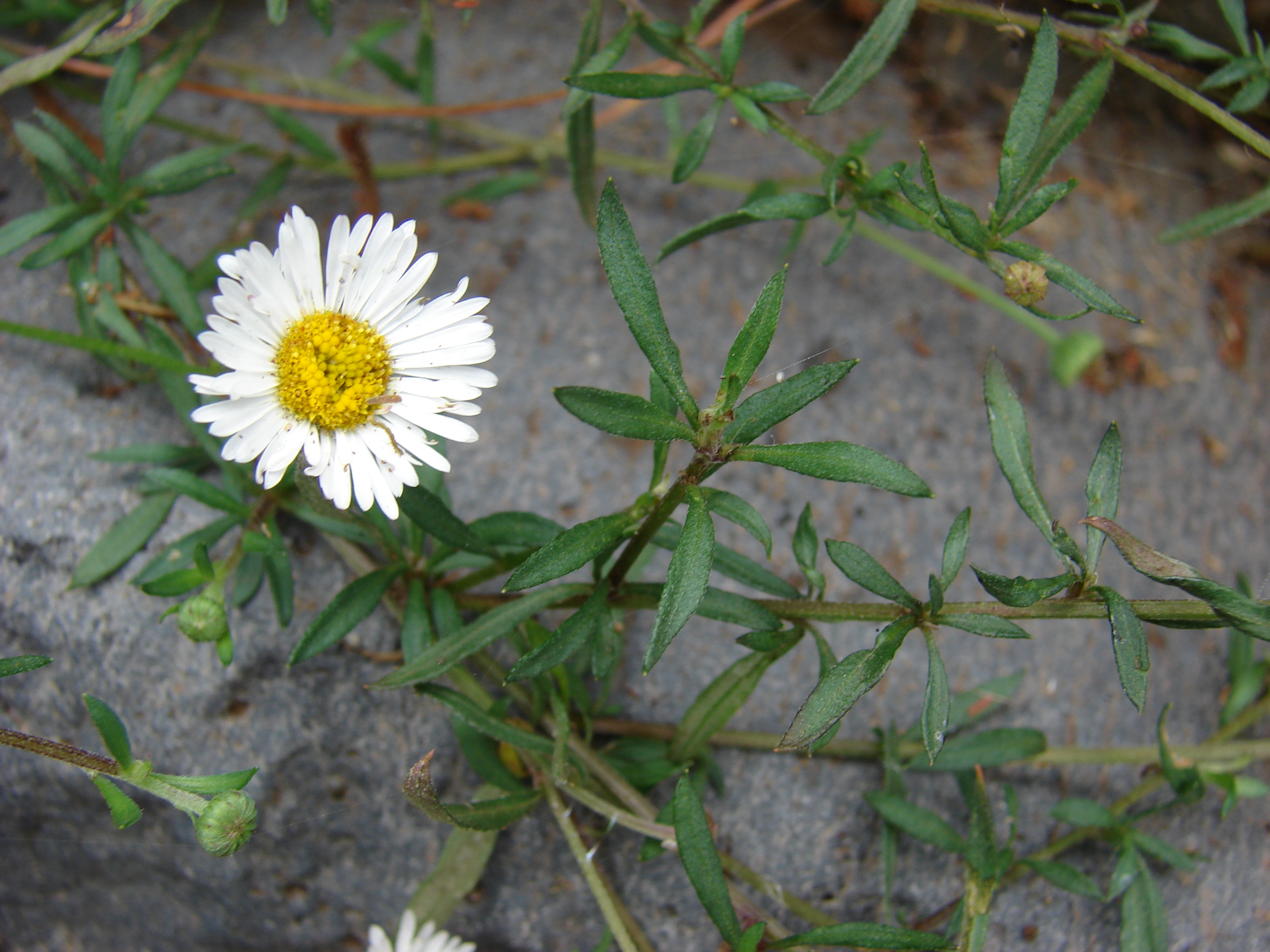
Pâquerette des murailles à la tige feuillée très ramifiée.

Si certains plants de pâquerette peuvent pousser sur les murs, la pâquerette dite « des murailles » est une espèce très différente car d'un genre autre que Bellis, se distinguant facilement par sa toge portant des feuilles alternes. Cette espèce muricole, qui pousse sur des murs humides verticaux, est Erigeron karvinskianus.

## Dans la culture populaire

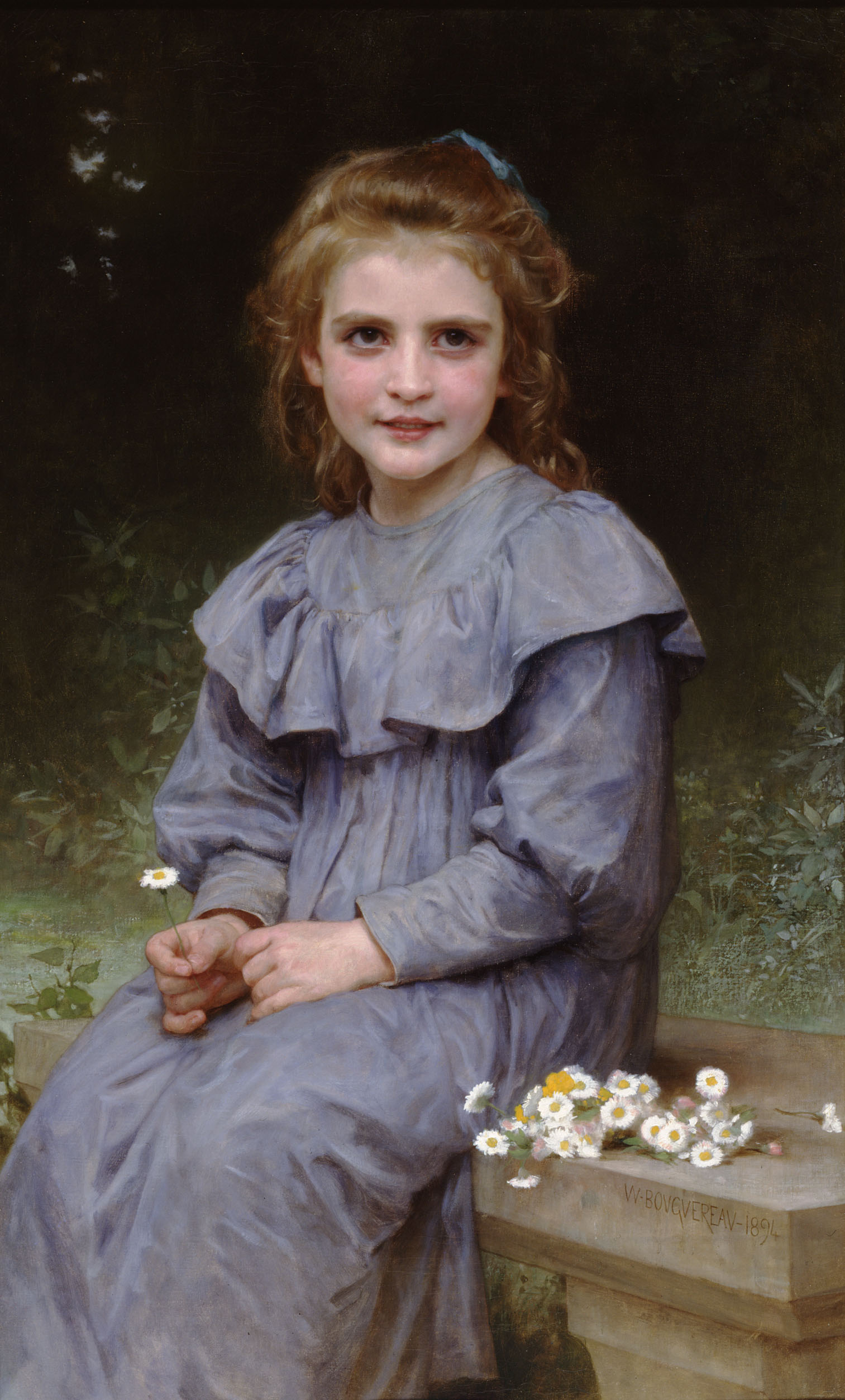
Les pâquerettes (peinture de William Bouguereau - XIXe siècle).

Les pâquerettes survivant très bien aux tontes répétées même très rases dans un gazon, où elles sont particulièrement visibles, elles ont donné lieu à l'expression « au ras des pâquerettes » signifiant « au ras du sol » et, métaphoriquement, « sans intelligence ».
Une légende raconte que la pâquerette est née des larmes versées par Marie Madeleine quand elle ne trouva pas Jésus dans son tombeau au jour de sa résurrection.
Selon une croyance populaire, à l'origine les pâquerettes étaient complètement blanches. Le jour de la naissance de Jésus, un petit berger qui ne possédait rien, l'offrit au fils de Marie qui le baisa du bout des lèvres. C'est depuis ce jour que le cœur de la fleur est jaune d'or et que le bord est marqué de rose à l'endroit du baiser. Une autre légende veut qu'un jour l'enfant Jésus se piqua avec une épine, et son sang coula. Pour le consoler sa mère lui cueillit une pâquerette. Une goutte de sang coula sur la corolle et c'est depuis cette époque que les pétales de cette fleur sont teintés de rose.
La pâquerette est parfois utilisée pour le jeu d'effeuillage de la marguerite. Victor Hugo y fait référence dans Les Misérables.

### Calendrier républicain
Dans le calendrier républicain français, le 24e jour du mois de ventôse, est officiellement dénommé jour de la Pâquerette.

### Langage des fleurs
Dans le langage des fleurs, la pâquerette symbolise l'attachement.

## Cultivars
Les fleurs de la Pâquerette sont souvent pourprées en dessous et au bord des pétales. Cette coloration est due à la présence de pigments de type anthocyane. Composés osmotiquement actifs, la concentration de ces pigments responsables de la teinte rose à purpurine peut améliorer l’état hydrique des plantes en cas de stress hydrique ou lutter contre le froid en cas de températures basses. Cette coloration est sélectionnée dans plusieurs variétés cultivées, notamment chez la Pâquerette pomponnette (fleurs doubles en forme de pompon aux pétales tuyautés plus ou moins violets).

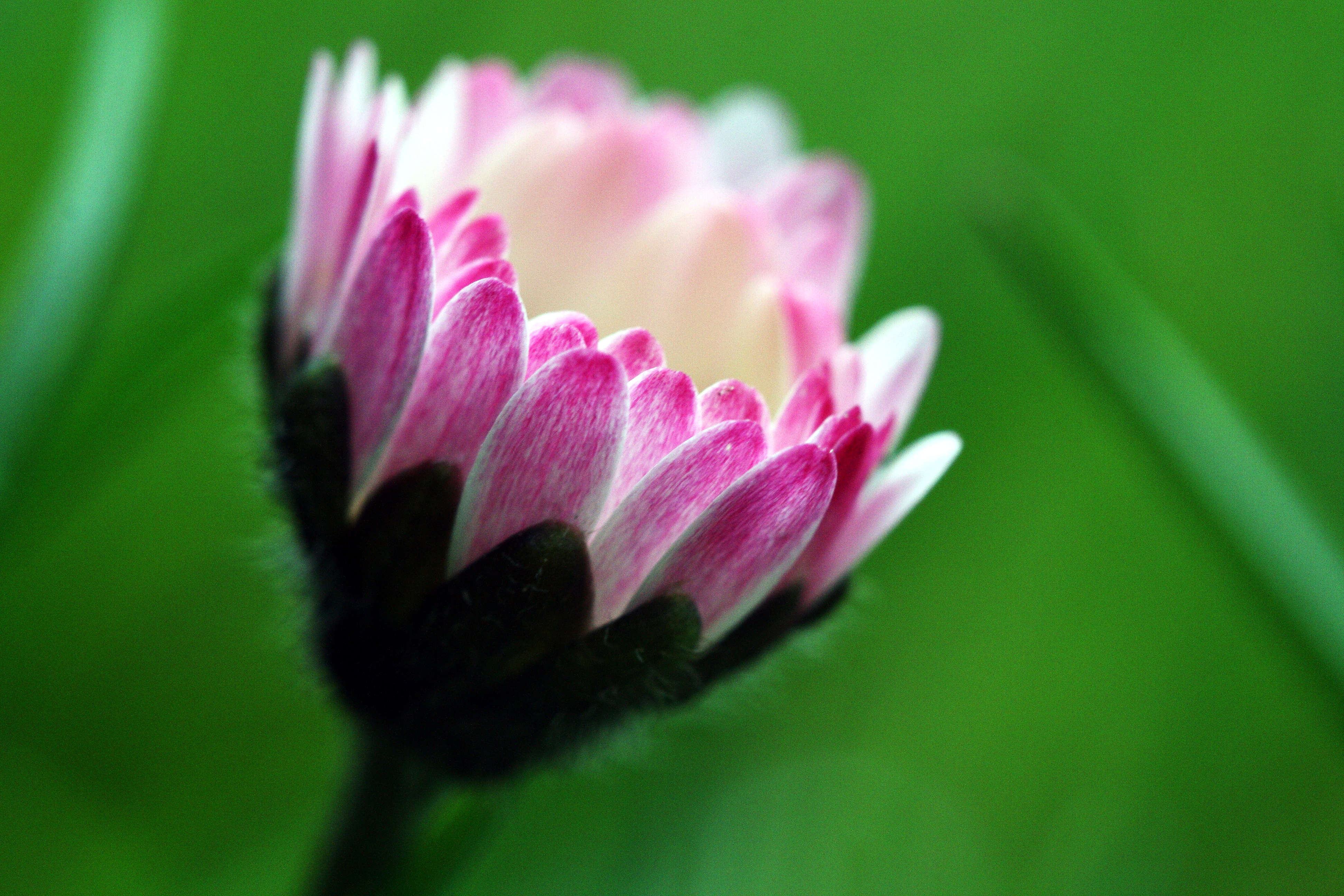
L'ouverture du bouton floral (anthèse) de pâquerette sauvage.
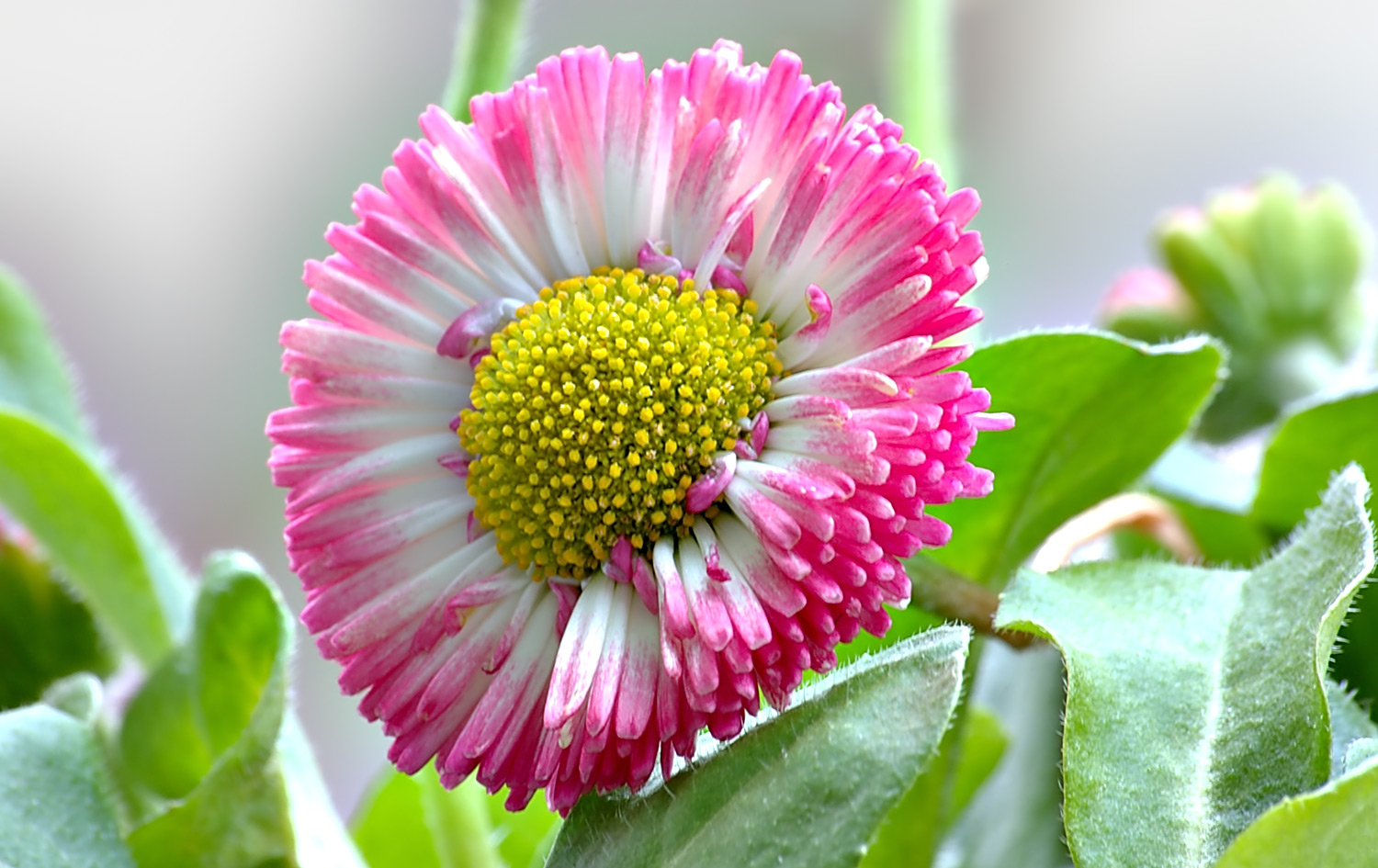
Cultivar.
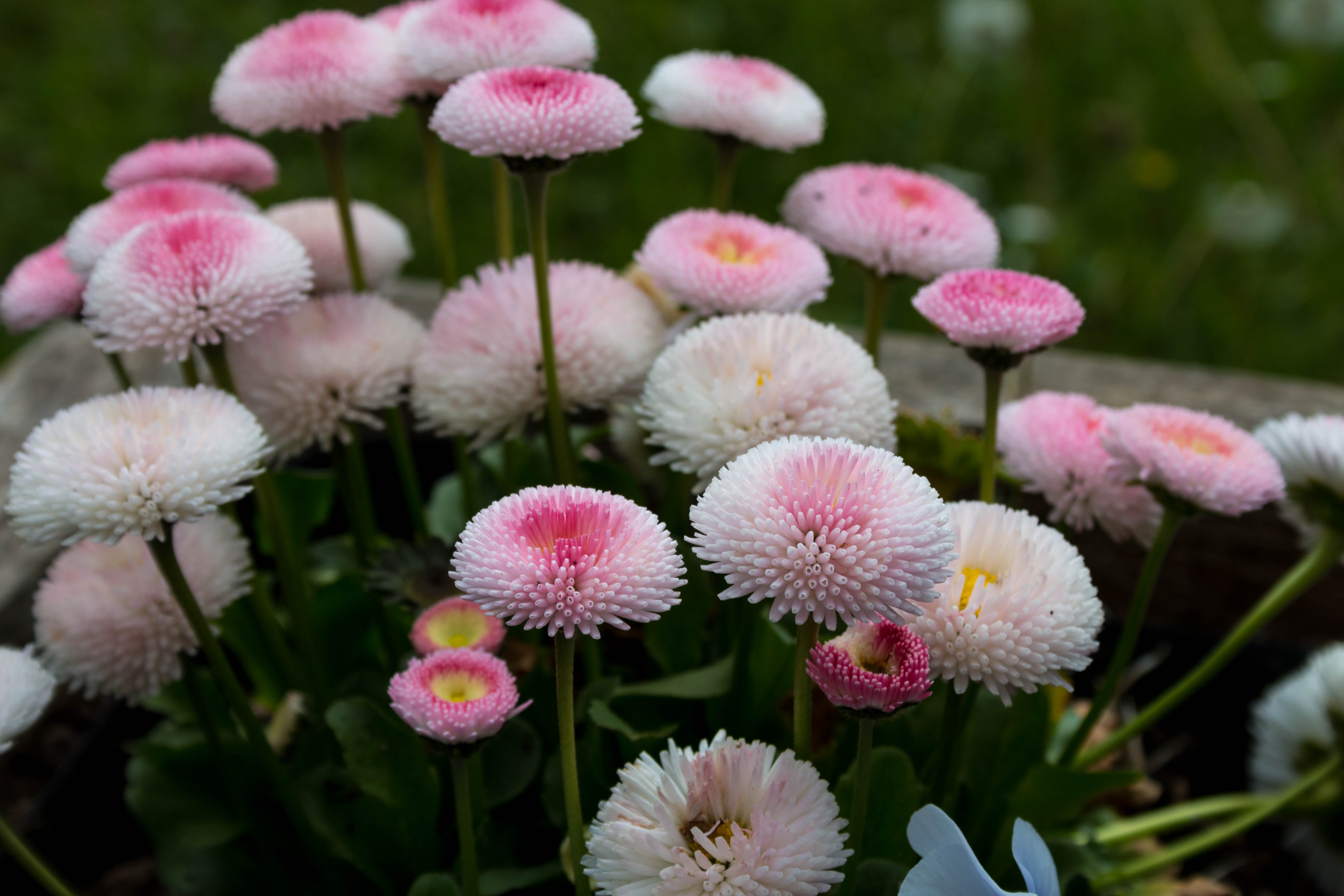
Pâquerette pomponnette.
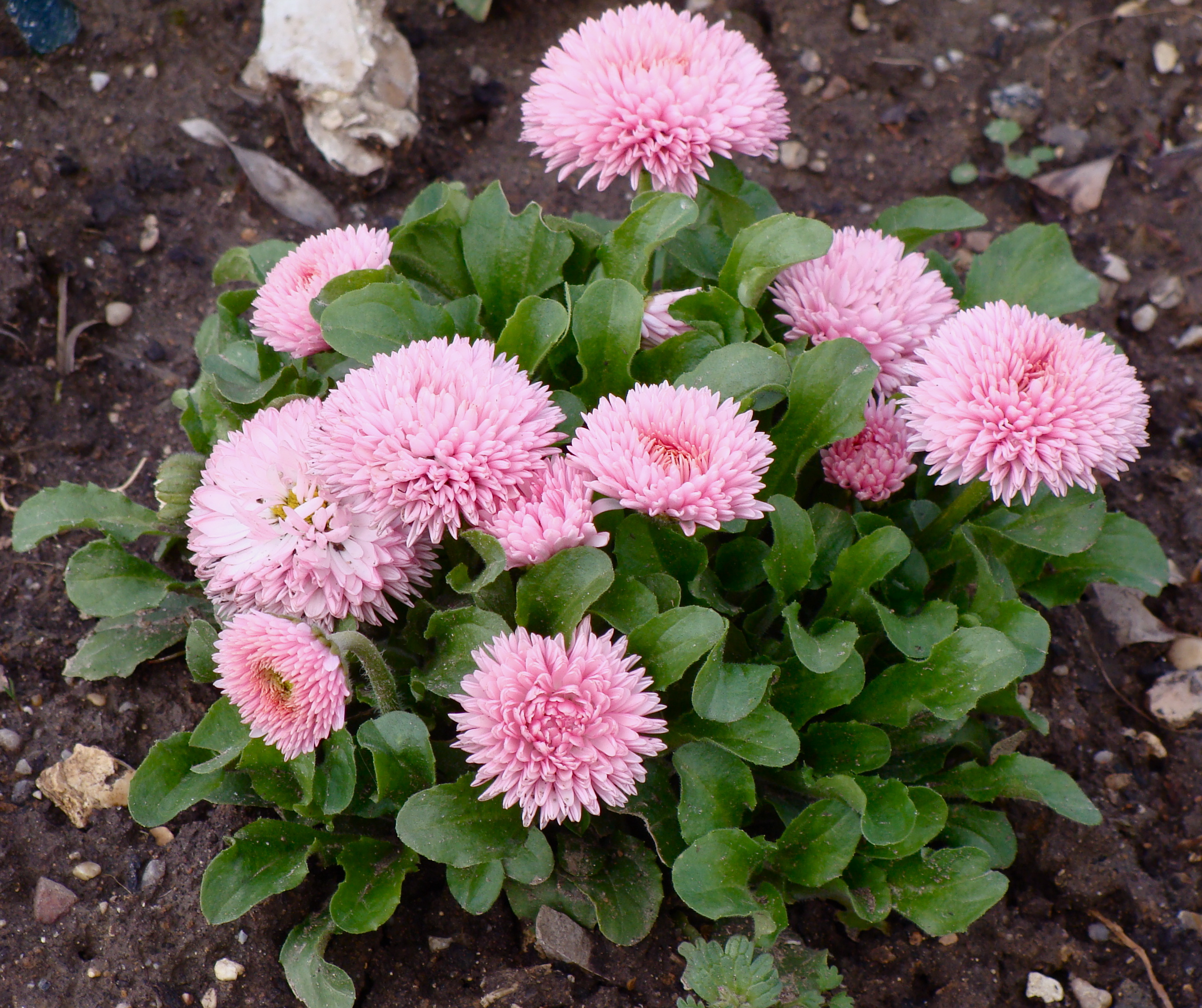
Variété "robella" (Pâquerette robella) au colori rose saumon.
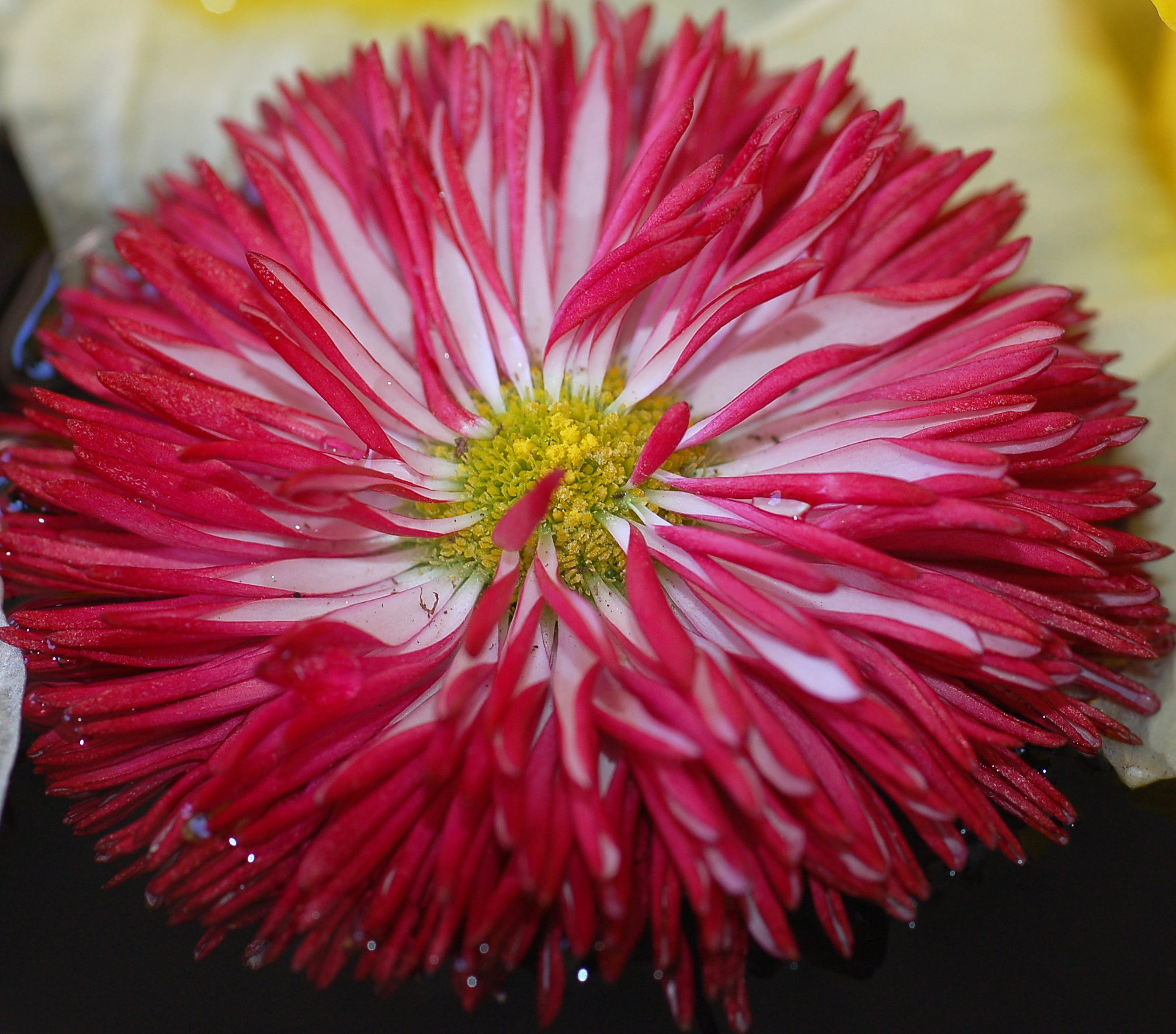
Variété "Habanero Red".